# 袁胤
袁胤（？—？），东汉末期人物。

## 生平
袁胤是袁術之从弟，曾被袁術任命取代周尚为丹杨太守，但為孫策遣兵拒之而無法就任，袁術死后，袁胤因畏惧曹操，遂率领袁術部曲并带着其灵柩及妻子到皖城并投奔庐江太守刘勋。六個月後皖城被孫策所破，袁胤等人遷居吳郡。此後事蹟不詳。